# Gonatocerus novickyi
Gonatocerus novickyi är en stekelart som beskrevs av Soyka 1946. Gonatocerus novickyi ingår i släktet Gonatocerus och familjen dvärgsteklar. Inga underarter finns listade i Catalogue of Life.